# Hôtel de Rochechouart
L'hôtel de Rochechouart est un hôtel particulier parisien.

## Situation et accès
Situé au no 110, rue de Grenelle, à Paris dans le 7e arrondissement, qui a été édifié en 1776. Il abrite le ministère de l'Éducation nationale .

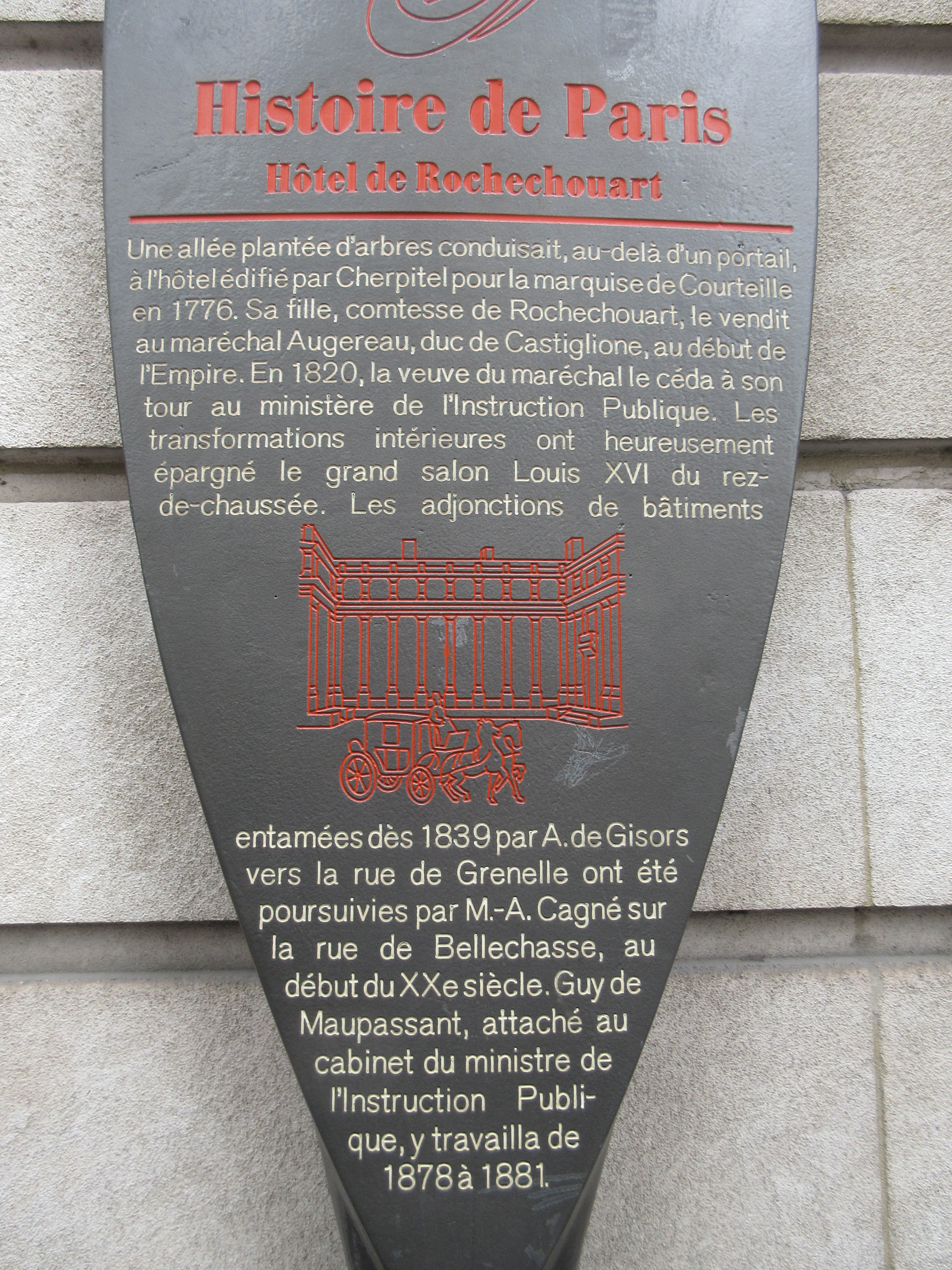
Panneau Histoire de Paris.

L'hôtel de Rochechouart est desservie par la ligne 8 à la station La Tour-Maubourg et par la ligne 13 à la station Saint-François-Xavier par les  RATP 63 73 80 87 92, la ligne C du RER à la station Invalides.

## Historique

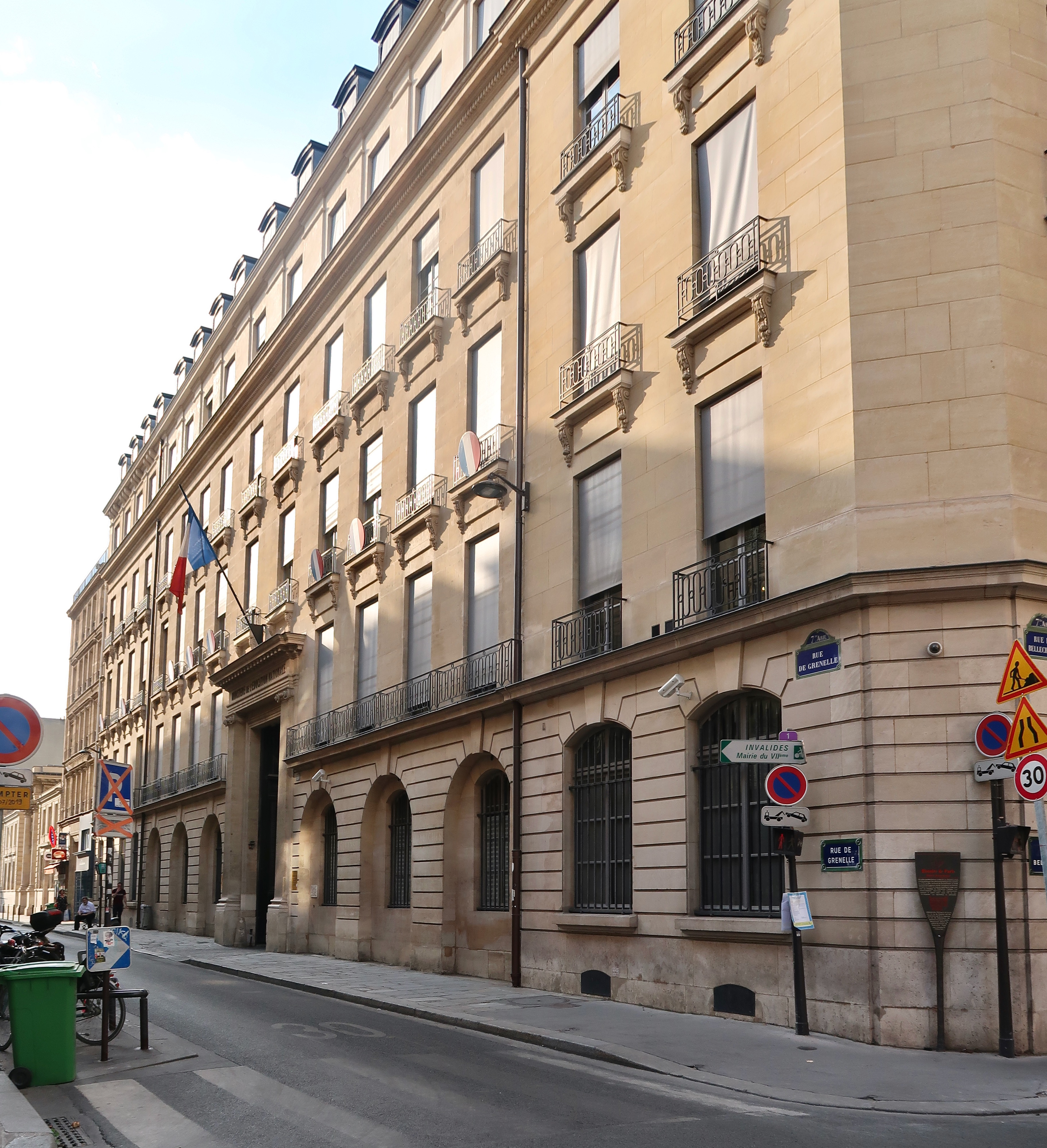
Façade sur rue.

En 1776, la marquise de Courteille acquiert une parcelle de terrain rue de Grenelle, dans le quartier du « Pré-aux-Clercs » (futur faubourg Saint-Germain), afin d'y faire construire un hôtel pour sa fille Madeleine Mélanie, épouse du vicomte Aimery-Louis-Roger de Rochechouart. La construction est confiée à Mathurin Cherpitel, architecte du roi et prend fin en 1778. Un passage pavé et planté d'arbres conduisait à la cour d'honneur. De part et d'autre de l'accès s'élevaient deux pavillons incurvés contenant, l'un l'écurie, l'autre les cuisines.
En 1804, alors que son mari, député de la Constituante, est décédé lors de la Révolution française (en 1791), la vicomtesse de Rochechouart vend l'hôtel au maréchal Charles François Augereau, duc de Castiglione et pair de France. En 1820, le ministère de l'Intérieur, qui loue le bâtiment, y installe la direction de l'instruction publique.
En 1829, la veuve Augereau cède l'hôtel au ministère de l'Instruction publique, qui vient d'être créé pour remplacer l'université impériale. Dès lors, l'hôtel de Rochechouart est le siège du ministère chargé de l'éducation. Le bâtiment est agrandi par la construction d'une nouvelle aile réalisée par l'architecte Alphonse de Gisors vers 1839. D'autres travaux suivent jusqu'en 1892 : surélévations, acquisition de bâtiments annexes, construction de la salle du conseil ou encore aménagement d'une bibliothèque.

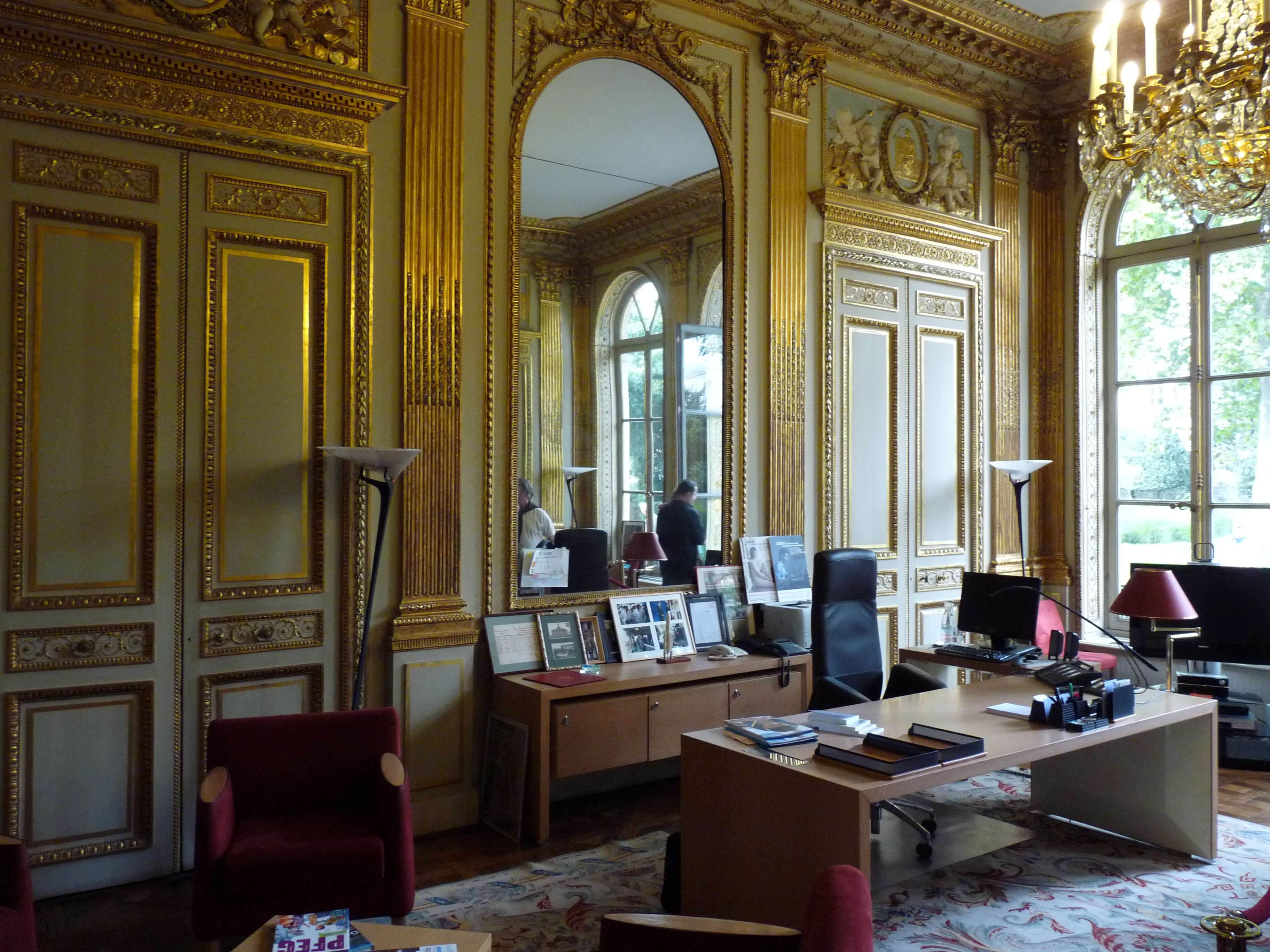
Le bureau du ministre.

L'hôtel accueille quelques hôtes célèbres. En 1878, Guy de Maupassant est nommé attaché au cabinet du ministre de l'Instruction publique, des Cultes et des Beaux-arts, où il est chargé de la correspondance du ministre. Puis Jules Ferry, ministre de l'Instruction publique et des Beaux-arts de 1879 à 1883, lance sa grande réforme de  l'enseignement, avec la gratuité de l'enseignement primaire (1881), la laïcité et l'obligation jusqu'à treize ans de l'enseignement primaire (28 mars 1882), et la création de l'enseignement secondaire féminin (1880). C'est à l'hôtel de Rochechouart qu'est née l'école républicaine.[réf. nécessaire]
En 1912, l'architecte Gagné dirige les travaux de surélévation du bâtiment donnant sur la rue et la construction de l'aile de la rue de Bellechasse, prolongé par un bâtiment moderne de Lemaresquier en 1935. En 1956 est réalisé l'escalier du cabinet du ministre (par Aublet) et le bâtiment situé à gauche de la cour d'honneur. L'hôtel de Rochechouart fait l'objet d'un réaménagement total entre 2000 et 2002, avec des décors et du mobilier commandé à Andrée Putman ; les façades sur cour et sur jardin sont également restaurées. Les planchers, menuiseries et peintures sont restaurés en 2014-2016. 
Un des salons a été  baptisé « Julie-Victoire Daubié », en hommage à la première femme à obtenir le baccalauréat en août 1861.
Le ministère possède dans ses nombreux souterrains un bunker construit pendant la Seconde Guerre mondiale. Il dispose aussi de vestiges lapidaires du palais des Tuileries.

## Description
L'hôtel de Rochechouart comporte les éléments suivants :
Façade

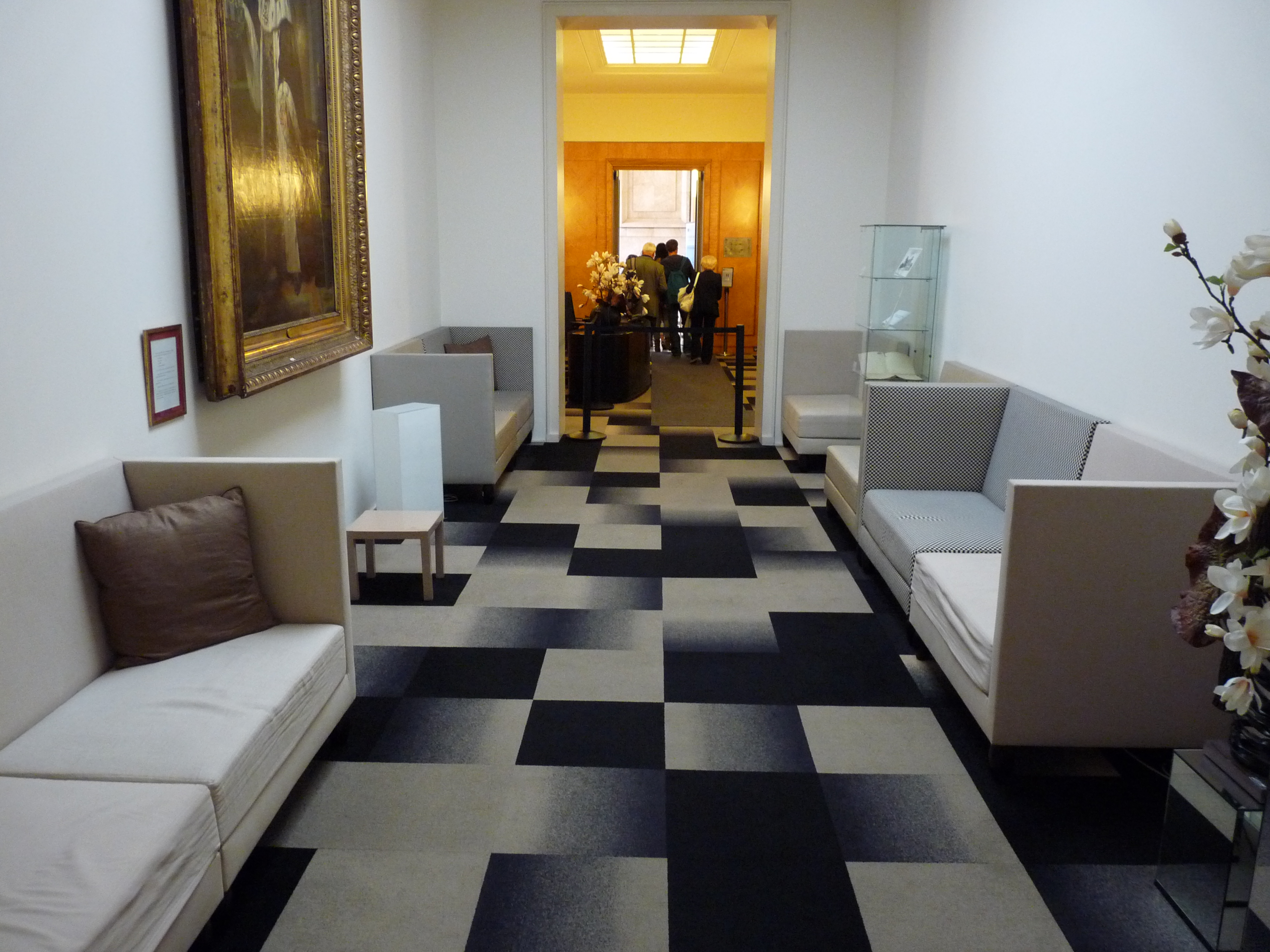
Antichambre Putman.

Néo-classique, de style Louis XVI, la façade sur cour réalisée en pierre de taille alterne baies et pilastres cannelées à chapiteaux corinthiens.
Escalier d'honneur
L'escalier d'honneur (à ne pas confondre avec l'escalier du ministre) comporte une rampe en fer forgé avec des motifs de volutes et de feuilles d'acanthe. Trois statues y sont installées en 1846 : celle du scientifique Pierre-Simon de Laplace, de l'homme d'État Jean-Baptiste Colbert et du magistrat Mathieu Molé.
Bibliothèque

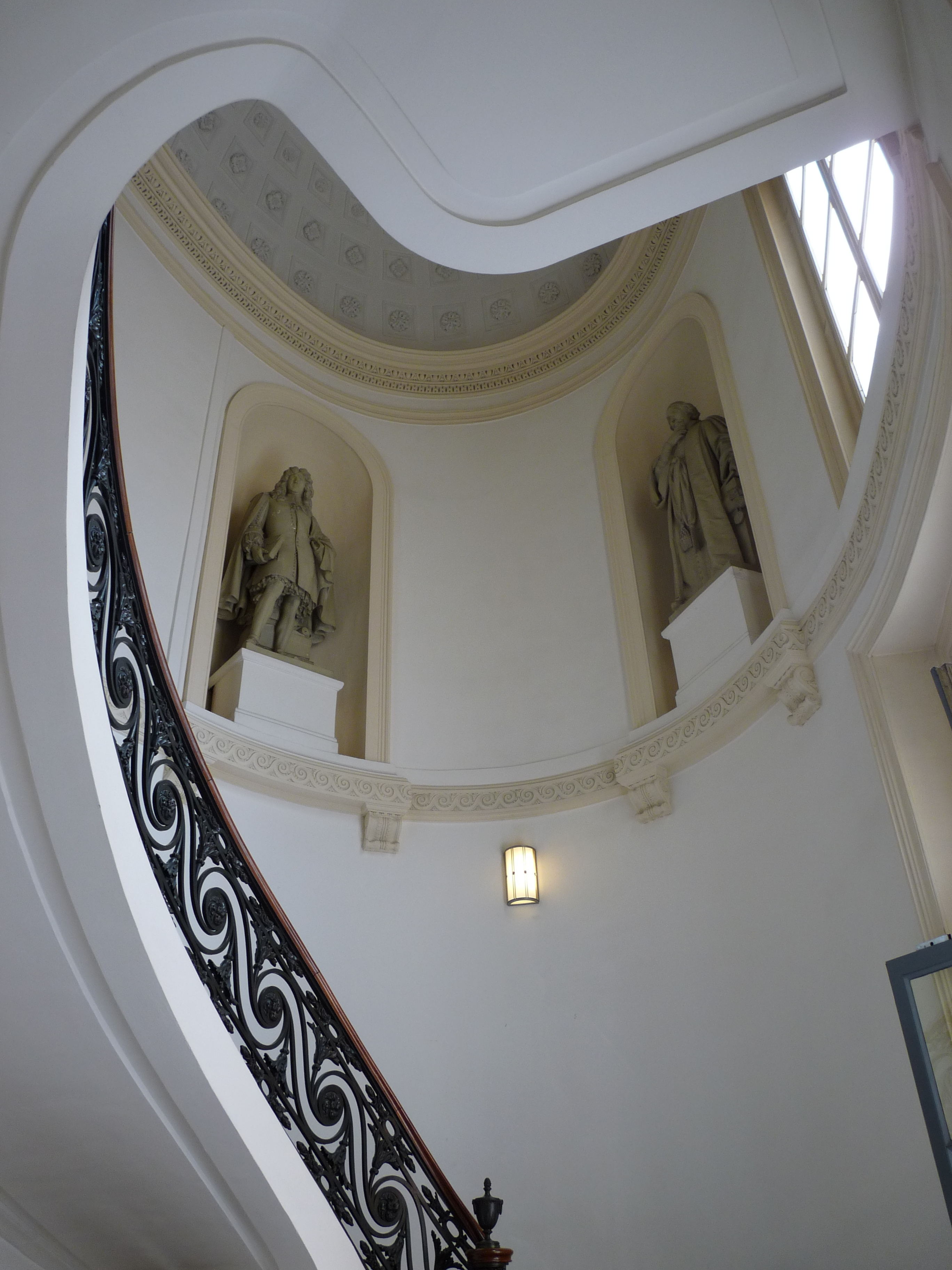
Escalier d'honneur.

Aménagée en 1858 et comportant une mezzanine, elle est située au premier étage de l'aile ouest. Elle comporte une collection complète des Journaux officiels de la République française. Les réunions importantes et les signatures de convention s'y déroulent.
Antichambre Putman
Accessible depuis le grand escalier, le mobilier qui s'y trouve depuis 2001 et signé Andrée Putman.
Galerie des portraits
Située dans le grand escalier construit en 1956 par Aublet, elle accueille les portraits de tous les ministres chargés de l'Instruction publique puis de l'Éducation nationale depuis 1828.
Salon des Alechinsky

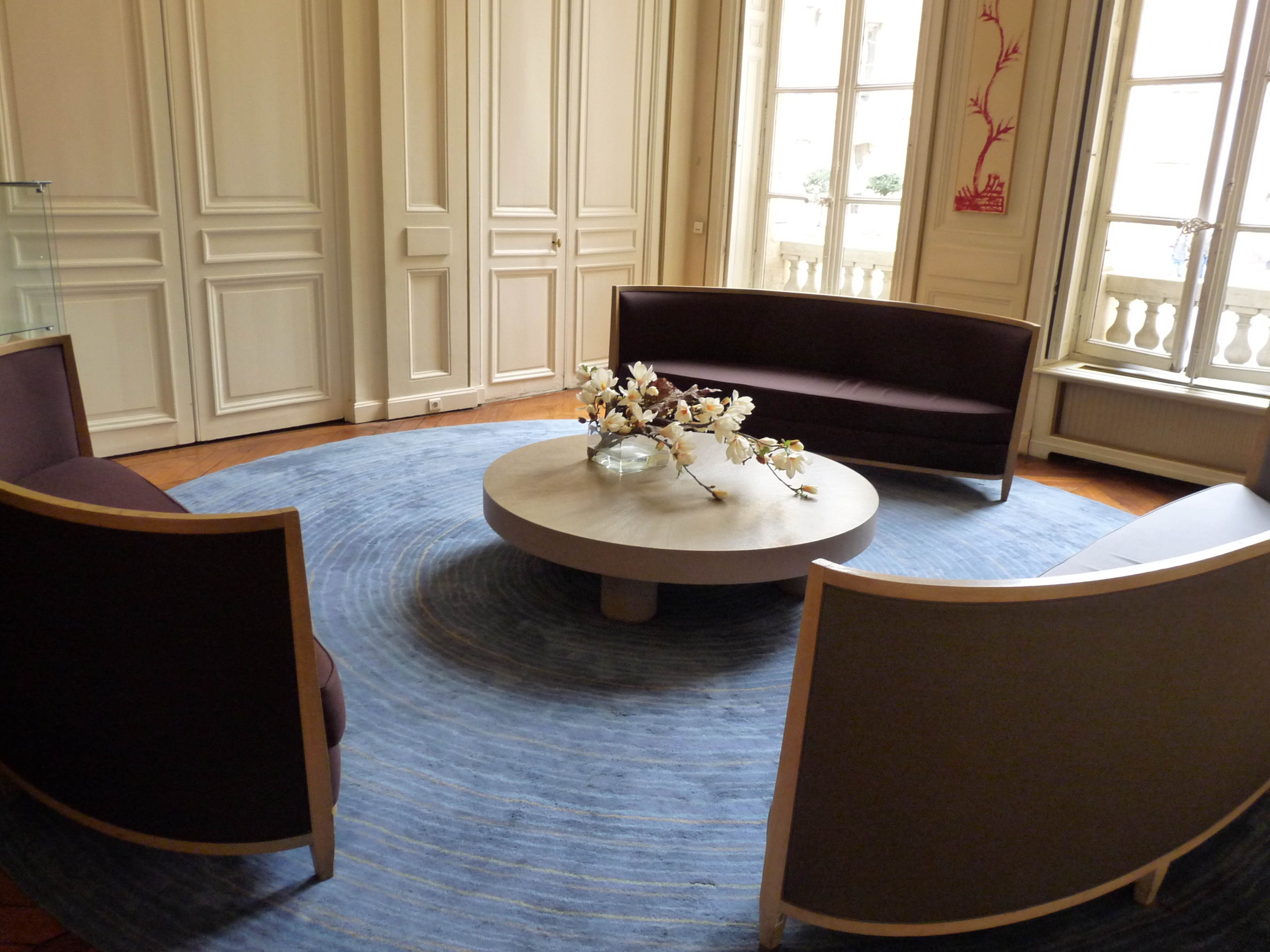
Salon des Alechinsky.

Ancienne salle à manger du maréchal Augereau, ce salon a été décoré en 1992 par le peintre Pierre Alechinsky ; il a réalisé cinq panneaux figurant des arabesques colorées sur le thème de l'arbre. Le mobilier a lui été conçu par Andrée Putman en 2000.
Salon Jules Ferry
Le salon d'honneur de l'hôtel, au rez-de-chaussée, est occupé depuis 1945 par le bureau du ministre, auparavant situé au premier étage à côté de la bibliothèque. Il présente un décor de style Louis XVI et des pilastres corinthiens qui encadrent de grandes glaces. Situé au milieu du bâtiment, il donne sur le jardin.
Jardin
De 1300 mètres carrés de superficie, il a été réaménagé en 2002. Il s'organise autour d'un grand platane, planté à l'époque de la construction de l'hôtel. La façade du bâtiment est composée de neuf travées, de trois avant-corps et d'un balcon en fer forgé au premier étage.
Bureau de Maupassant

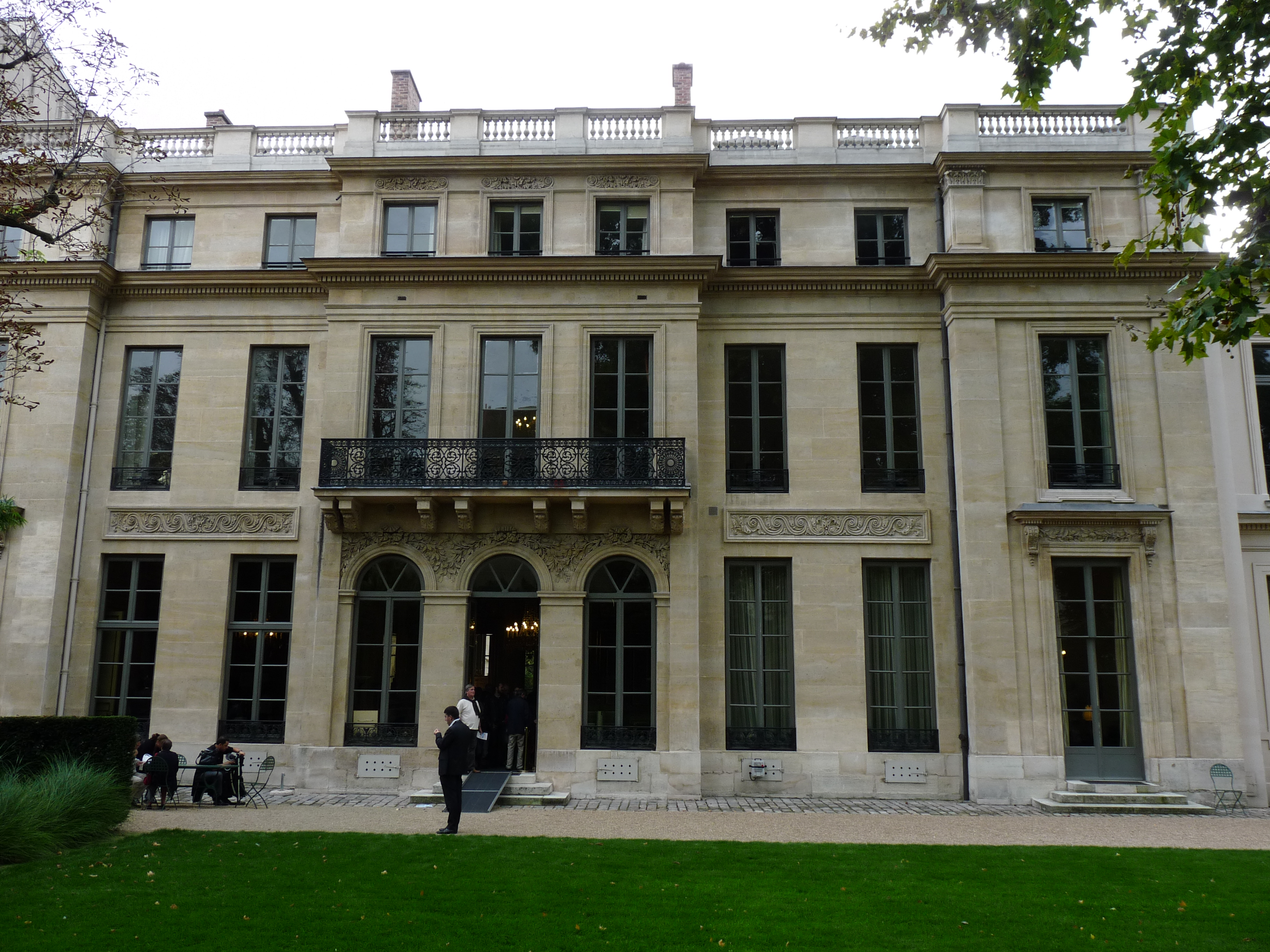
Façade côté jardin.

Ancien boudoir de Madame Augereau, il est situé dans l'aile est. Maupassant l'a occupé en 1878.
Salon Julie Daubié
Ancienne chambre de Madame Augereau, il est situé entre le salon Jules Ferry et le bureau de Maupassant. La pièce (et notamment les lambris, peintures, dorures et parquets) ont été rénovés en 2002.